# (765047) 2013 RA109
(765047) 2013 RA109 est un objet transneptunien extrême ayant un aphélie à 960 ua.
Le dimètre de (765047) 2013 RA109 est estimé à environ 230 km.